# Concordia Knurów
Concordia Knurów – polski klub piłkarski z Knurowa, w sezonie 2024/25 występujący w śląskiej klasie okręgowej w grupie I. W sezonie 2001/2002 Concordia występowała w III lidze, a w sezonach 2002/2003, 2003/2004 w IV lidze. Najwyższą klasą rozgrywek piłkarskich, w których ostatnio występowała knurowska drużyna była II liga w sezonie 1988/1989.
Jednym z najbardziej znanych wychowanków klubu jest Jerzy Dudek – wielokrotny reprezentant Polski, były bramkarz Liverpoolu i Realu Madryt. Oprócz niego w kadrze narodowej, występowali tacy wychowankowie lub byli zawodnicy Górnika Knurów jak Zygfryd Szołtysik, Piotr Jegor, Henryk Bałuszyński, Henryk Janduda i Alfred Olek. W historii klubu zapisali się także Rafał Krzyśka oraz Tomasz Dura jako reprezentanci Polski w futsalu.

## Historia

### Okoliczności założenia, nazwy klubowe
Pierwszą sekcją Klubu Sportowego Concordia Knurów, która czynnie działała i odnosiła sukcesy – głównie na Śląsku – była piłka palantowa. W latach 1923–1926 w klubie istniała kobieca sekcja tamburyny, czyli pięcioosobowej gry, która polegała na przebijaniu piłki ponad zawieszonym sznurkiem. Na przełomie lat 1922–1923, kilkunastu fanów futbolu pomogło w powstaniu sekcji piłki nożnej.
Spotkanie założycielskie miało miejsce 5 sierpnia 1923 roku. Pierwszym przewodniczącym został Wojnar. Już w 1924 roku klub przeszedł stosowne zmiany. Patronat nad klubem objęła Kopalnia Węgla Kamiennego Knurów. Na nowego prezesa powołano Czesława Jakobkiewicza, który zmienił pierwotną nazwę Klubu Sportowego Knurów na: Klub Sportowy Concordia Knurów.
W okresie powojennym dwukrotnie zmieniono nazwę na rzecz Górnika. Najpierw w 1950 roku, a następnie w 1966 na Międzyzakładowy Klub Sportowy Górnik Knurów. W 1955 roku, ówczesny działacz Adolf Schinohl, przeistoczył miano Górnika na Górniczy Klub Sportowy Concordia Knurów.

### Pierwsze mecze i zawieszenie klubu
Do pierwszych spotkań Concordia przystąpiła wiosną 1923 roku w rozgrywkach obwodowych. Rok później knurowianie występowali w klasie C, w nowo powstałym Podokręgu Rybnik. Po trzech latach awansowali do klasy B, a w 1929 roku grali już w klasie A. W roku 1930 czołowe kluby ze śląskich A klas, uchwaliły reorganizacje rozgrywek mistrzowskich i utworzyły Ligę śląską. W latach 30. zawodnicy Concordii należeli to czołowych drużyn tej ligi, tocząc zacięte mecze z Pogonią Katowice czy AKS-em Chorzów. Rozgrywali również spotkania z drużynami spoza Śląska (Wisła Kraków, Garbarnia Kraków). W międzyczasie, kilku piłkarzy powołano do Reprezentacji Śląska, a byli nimi A.Chromik i B. Szleger.
Działalność klubu przerwano z chwilą wybuchu II wojny światowej. Do rozgrywek Knurów przystąpił w 1945 roku grając w klasie B Podokręgu Rybnik. Jesienią 1946 roku knurowianie rywalizowali ze zmiennym szczęściem w klasie A, a rok później zostali wicemistrzami Śląska, przegrywając decydujące spotkania z Ruchem Chorzów (0:2 i 1:5). Po zakończeniu kolejnego sezonu, Concordia uzyskała awans do śląskiej klasy wydzielonej. Jednak wskutek jej likwidacji klub został zdegradowany do klasy A.

### Historyczny sukces
Smutek po zdegradowaniu klubu nie trwał jednak długo. Już w sezonie 1950/1951 ówczesny Górnik Knurów, po raz pierwszy w historii wywalczył awans do II ligi. Na zapleczu ekstraklasy debiutował 8 kwietnia 1951, kiedy to knurowscy piłkarze pokonali na własnym stadionie 4:0 Włókniarza Chełmek. Występujący w grupie D Górnik, pierwszy sezon w II lidze zakończył na 3. miejscu, ustępując miejsca Wawelowi Kraków oraz Zagłębiu Sosnowiec. Po sezonie 1951/1952 przeprowadzono kolejną reorganizacje rozgrywek. Mimo to, iż Górnik zajął w grupie C siódme miejsce (na dziesięć zespołów), został zdegradowany do utworzonej Ligi Międzywojewódzkiej.
W sezonie 1957/1958 II liga została podzielona na dwie grupy: północną i południową. na skutek jej powiększenia, klub już jako Concordia Knurów, uzyskał awans jako wicemistrz Śląska z poprzedniego sezonu. Tym razem knurowianie grali na drugoligowych boiskach do sezonu 1959/1960. Zajmując 11. miejsce w grupie południowej (na 12 drużyn), zostawiając za plecami jedynie Wawel Wirek, spadli z ligi.
Kolejny awans do zaplecza ekstraklasy miał miejsce w sezonie 1980/1981. W inauguracyjnym meczu rywalem Górnika Knurów była Gwardia Warszawa. Spotkanie odbyło się w Knurowie, a Górnik zremisował bezbramkowo ze spadkowiczem I ligi. Sezon ten podopieczni Marcina Bochynka zakończyli na 11. miejscu wyprzedzając Broń Radom, Ursusa Warszawę, Concordię Piotrków Trybunalski, Jagiellonię Białystok i Star Starachowice.
W sezonie 1986/1987 i 1987/1988 Górnik zajmował w II lidze dwukrotnie trzecie miejsce, które uprawniało ich do występów w barażowych meczach o awans do ekstraklasy.
Pierwszym razem przeciwnikiem Górnika była Stal Stalowa Wola. Pierwszy mecz u siebie, zakończył się zwycięstwem zespołu Marcina Bochynka 2:1 (bramki dla knurowian zdobyli Krzysztof Zagórski i Kozik). Jednak rewanż, Górnik Knurów przegrał 0:2 i do pierwszej ligi awansowali piłkarze Stalowej Woli.
Drugi raz, przed szansą wywalczenia awansu do I ligi stanęła drużyna Wisły Kraków. Pierwszy mecz, po bramce Krzysztofa Zagórskiego zakończył się zwycięstwem Górnika.
Rewanż zakończył się zwycięstwem „Białej Gwiazdy” 4:2. W 85. minucie było 3:2 dla Wisły, jednak wynik ten w dalszym ciągu premiował awansem zawodników Górnika. Bramka zapewniająca zwycięstwo krakowianom padł w ostatnich sekundach meczu, miesięcy jego autorem był Wójtowicz. Po meczu, piłkarzom z Knurowa zarzucono sprzedanie meczu.
Wisła Kraków już wcześniej zmierzyła się z Górnikiem Knurów eliminując go w 1/4 finału Pucharu Polski. Po raz pierwszy knurowianie awansowali do ćwierćfinału tych rozgrywek w sezonie 1983/1984. W 1/64 finału Górnik Knurów pokonał swego imiennika z Konina 4:2, w kolejnej rundzie Górnik wygrał z Hutnikiem Nowa Huta 2:0. W 1/16 finału do Knurowa przyjechał Śląsk Wrocław. Po 17. minutach gry knurowianie prowadzili 1:0, natomiast 4. minuty później Rajmund Krettek po raz drugi pokonał wrocławskiego bramkarza. Śląsk na dwa celne strzały Krettka odpowiedział bramką Ryszarda Tarasiewicza i tym samym knurowianie awansowali do kolejnej rundy rozgrywek. W 1/8 finału Górnik zmierzył się z GKS-em Katowice i ponownie po dwóch bramkach Krettka (2:1) awansował do ćwierćfinału, gdzie rywalami byli wspomniani piłkarze krakowskiej Wisły Pierwszy bój o awans do półfinału zakończył się zwycięstwem Wisły 3:2 (bramki dla knurowian strzelili Szlezak i Krettek). W rewanżu Górnik uległ 0:1 odpadając z Pucharu Polski.
Wśród drugoligowców Górnik występował do sezonu 1988/1989. Po reorganizacji rozgrywek w barażowym dwumeczu z Miedzią Legnica, Górnik Knurów przegrał (1:2 i 1:0) i spadł do III ligi.
Najbliżej uzyskania ponownego awansu do II ligi, Concordia była w sezonie 1994/1995 pod wodzą Marcina Bochynka, z którym zawodnicy wcześniej odnosili znaczące sukcesy na zapleczu ekstraklasy oraz w Pucharze Polski. Premię awansu odebrała jednak piłkarzom drużyna Varty Namysłów, która wygrała z Concordią w Knurowie 1:0.

### Gorsze czasy
Dobre czasy skończyły się wraz z upadkiem Polskiej Rzeczypospolitej Ludowej, a w szczególności ze spadkiem z II ligi. W latach 80. w sąsiedztwie Stadionu Miejskiego miała powstać baza sportowo-hotelowa. Budynek jednak nie powstał a instalacje elektryczne, które się tam znajdowały rozkradziono w ostatnich latach.
W sezonie 2001/2002 Concordia po raz ostatni wystąpiła w III lidze. Zajmując po rundzie wiosennej ostatnie – 18. miejsce – spadła do IV ligi. Po zakończeniu sezonu 2003/2004 zawodnicy Concordii plasowali się na 15. miejscu. Wyprzedzili jedynie drużynę Unii Strzemieszyce. Obecnie, po wielu niepowodzeniach, Concordia Knurów od prawie pięciu lat występuje w klasie okręgowej.
W dniu 19 lutego 2003 roku ówczesny prezes klubu Zbigniew Gałkowski, zmienił nazwę z Górniczego Klubu Sportowego na Klub Sportowy Concordia Knurów.

### Sezon 2007/2008
Do sezonu 2007/08 Concordia przystąpiła w nieco odmienionym sztabie szkoleniowym. Po odejściu Józefa Dankowskiego, który objął posadę drugiego trenera w Piaście Gliwice, szukano nowego szkoleniowca. W kręgu zainteresowań władz klubu znalazł się Zenon Gałach. Jednak stanowisko pierwszego szkoleniowca Concordii Knurów objął piłkarz tej drużyny – Wojciech Kempa.
Nastąpiły również rewolucje w kadrze zespołu. Kilka tygodni przed rozgrywkami ligowymi, drużynę opuścił napastnik, Michał Zieliński, który trafił do Polonii Bytom. W ramach pełnego wykupienia karty piłkarza, Polonia zaoferowała niewiadomą sumę odstępnego oraz bramkarza Pawła Zarzyckiego. Kolejno, wypożyczono Łukasza Spórnę do Zielonych Żarki oraz Dawida Gajewskiego. Ten drugi, wzmocnił skład Górnika Zabrze z Młodej Ekstraklasy. Za porozumieniem stron Rafał Krzyśka został graczem Przyszłości Rogów. Głośno mówiło się także o transferze Piotra Karwowskiego i Łukasza Sendelewskiego do Kotwicy Kołobrzeg, ale ostatecznie do niego nie doszło.
Aby wypełnić luki w składzie, Wojciech Kempa sprowadził do Knurowa pomocnika – Tomasza Szymurę z rezerw Piasta Gliwice. Kadrę uzupełnił również napastnik Tomasz Macha i wyżej wspomniany Paweł Zarzycki.

#### Runda wiosenna
Spekulowano, że do rundy rewanżowej Concordia Knurów przystąpi w znacznie osłabionym składzie. Zespół mieli opuścić prawy obrońca Łukasz Pilc (był testowany w Piaście Gliwice, gdzie rozegrał sparingowe spotkanie z Cracovią) oraz za zgodą prezesa Grzegorza Grzybowskiego, Paweł Zarzycki, który trenował wraz z Jastrzębiem Zdrój. Ostatecznie, obydwóch piłkarzy nie pozyskała żadna z drużyn.
Podczas przygotowań do rundy wiosennej, Concordia zwyciężyła XVI Turniej Wielkiej Orkiestry Świątecznej Pomocy, który był rozegrany na Hali MOSiR w Szczygłowicach. Także napastnik, Tomasz Dura, został powołany na konsultacje do Młodzieżowej Reprezentacji Polski w Futsalu U-21.
W trakcie przygotowań drużyna rozegrała sześć spotkań towarzyskich:
- - Concordia Knurów 3:0 Rymer Niedobczyce[11] (bramki: Tomasz Dura 10 min, Tomasz Dura 24 min, Paweł Mastyj 54 min)
  - Wilki Wilcza 1:3 Concordia Knurów[12] (bramki: Łukasz Lange 23 min – Tomasz Dura 21 min, Paweł Mastyj 22 min, Paweł Mastyj 45 min)
  - Concordia Knurów 1:0 Płomień Ochojec[13] (bramki: Tomasz Szymura 88 min)
  - Concordia Knurów 2:2 Borowik Szczejkowice[14] (bramki dla Concordii: Damian Kozdroń 25 min, Marcin Salwa 60 min – po zdobyciu gola przez zawodnika z Knurowa, mecz został przerwany z powodu złych warunków atmosferycznych)
  - Concordia Knurów 1:0 ŁTS Łabędy[15] (bramki: Tomasz Dura 23 min)
  - Grunwald Ruda Śląska 2:3 Concordia Knurów[16] (bramki: Marcin Mąka 14 min, Tomasz Sadlok 76 min – Rafał Szpoton (samobójcza) 35 min, Łukasz Pilc (karny) 63 min, Krzysztof Wawrzyniak 82 min)

W marcu drużynę opuścili Piotr Karwowski oraz Łukasz Spórna, którzy parę tygodni wcześniej wrócił do Knurowa. Wzmocnili oni skład czwartoligowej Victorii Chróścice, w której będą występować do końca sezonu 2007/2008. Z knurowskiej Concordii odszedł również pomocnik Paweł Gałach (Olimp Szczygłowice) oraz obrońca Michał Dyka (Polonia Nysa). Luki w składzie uzupełnił parę miesięcy wcześniej, były kapitan a-klasowego Olimpu Szczygłowice, Daniel Tałajkowski.

## Kibice
Największą ilość kibiców na stadionie w Knurowie notowano za czasów gry w II lidze, kiedy stadion oficjalnie mógł pomieścić 12 tysięcy widzów. Wraz z przegranymi barażami o wejście do I ligi, gdy piłkarzom zarzucono sprzedanie meczu, drastycznie spadła frekwencja na knurowskim obiekcie. W latach 90. na meczach trzecioligowych gromadziły się liczne grupy kibiców nie tylko z Knurowa, ale także z Zabrza, Rybnika czy Gliwic. Również w spotkaniach wyjazdowych kibice wspierali piłkarzy dopingiem. Obecnie na stadionie gromadzi się od 30 do 100 widzów.
W ostatnich latach, tłumy kibiców pojawiały się na meczach Jerzy Dudek i Przyjaciele lub Jerzy Dudek kontra Przyjaciele. Stadion był wówczas wypełniony po brzegi. Do Knurowa zjeżdżały takie gwiazdy jak Milan Baroš, Vladimír Šmicer czy Jacek Krzynówek.

## Sukcesy
- 14 sezonów w II lidze:
  - 1950/1951, 1951/1952, 1957/1958, 1958/1959, 1959/1960, 1980/1981, 1981/1982, 1982/1983, 1983/1984, 1984/1985, 1985/1986, 1986/1987, 1987/1988, 1988/1989,
- Baraże o I ligę:
  - 1986/1987, 1987/1988,
- Ćwierćfinał Pucharu Polski:
  - 1983/1984.

## Szkoleniowcy
W sezonie 1979/1980 trenerem Górnika był Jerzy Musiałek, który zmarł nagle 15 stycznia.